# Kopskat
Kopskat (plattysk og nederlandsk kop, højtysk Kopf, hoved) betegner en skat, der svaredes af hvert individ med samme sum per hoved. Skatten svaredes altså ikke i forhold til indkomst eller formue og tog i princippet ingen sociale hensyn.
Ifølge Roskildekrøniken var årsagen til oprøret imod Knud den Hellige, at han ville opkræve nefgiald (næsepenge), en slags kopskat.

## Danmark
Kopskatten var meget udbredt fra middelalderen, især kendt fra de mange ekstraskatter i 1600 og 1700-tallet. En hovedskat blev første gang pålagt i 1660. I forbindelse med Skånske Krig blev pålagt en kop-, kvæg- og rentepengeskat i 1678. Nye kopskatter ofte kombinerede med kvæg- og ildstedsskatter blev pålagt næsten hvert år: 1682-92 og 1704-05.
Store Nordiske Krig udløste en kop- og hesteskat i 1711,
- i 1743 kom en kombineret formue- og indtægts-, kop-, heste- og luksusskat,

- i 1757 udvidet med en hartkorns- og rangskat, der blev udskrevet en månedlig kopskat fra 23. september 1762 til 1812 på alle indbyggere over 12 år på én rigsdaler, dog blev den for de fattigste pålignet de mere velhavende i sognet.[1]

Kopskatten er en regressiv skat. Dvs. at den procentdel af indkomsten, man betaler, er mindre jo mere man tjener.

## Norge
I Norge blev sølvskat og andre former for kopskat udskrevet som en "engangsskat" efter et direktiv af 19. juni 1645 og flere gange i 1680'erne og 90'erne. Fra 23. september 1762 til 14. november 1772 blev der opkrævet en årlig kopskat (ekstraskatten) af alle undtaget militære. Fra 1773 til 1782 blev kopskatten "frivillig": hver person skulle betale "efter evne".

## Sverige
Til 1939 opkrævedes en "huvudskatt" i Sverige i form af mantalspenningar.

## Storbritannien
Kopskat er nu gået af brug i den vestlige verden; En undtagelse er Storbritannien, hvor regeringen i 1989 (Skotland) og 1990 (England og Wales) indførte en kopskat, Community Charge. Det førte til protester og uroligheder. 31. marts 1990 demonstrerede mere end 200.000 på Trafalgar Square i London, og urolighederne var medvirkende til at Margaret Thatcher 22. november trak sig tilbage fra posten som premierminister.
Det var planer om at indføre skatten i Nordirland, men på grund af urolighederne valgte regeringen ikke at gøre det. Fra 1993 blev den erstattet af en Council tax som, selv om den er baseret på et kopskatlignende princip, i langt højere grad tager hensyn til forskelle i indtægt og formue.